# Scipione Barbò Soncino
 (février 2022).
Scipione Barbò Soncino est un gentilhomme et jurisconsulte padouan du XVIe siècle.

## Biographie
Scipione Barbò Soncino descendait d’un Pietro Barbuò, ou Barbò Soncino, jurisconsulte, qui eut quelque célébrité dans le 15e siècle. Les auteurs d’histoires littéraires qui ont parlé de son aïeul (Bernardino Scardeone, De claris jurisconsultis Patavinis ; Giacomo Filippo Tomasini, De Gymnasio Patavino) rendent ce nom de Barbuò assez étrange en italien, par celui de Barbobus, qui ne l’est pas moins en latin, et ils ajoutent seu Sonzinius. Les uns disent qu’il était de Padoue, les autres de Soncino, dans le Crémonais, d’où sa famille tirait peut-être son origine et son nom. Pietro a laissé quelques consultations (Consilia), qui sont imprimées dans les recueils d’ouvrages de ce genre, tels que Concilia diversorum, Venise, 1572, in-fol. ; Tractatus diversorum, ibid. ; Consilia criminalia diversorum, etc. Quant à Scipione, il n’existe de lui qu’un ouvrage historique, qui mérite d’être cité surtout par les gravures qui l’accompagnent ; c’est un abrégé de ce qu’on avait écrit sur l’histoire des ducs de Milan, tant des Visconti que des Sforza, avec leurs portraits d’après nature, gravés par le célèbre Girolamo Porro, à qui l’on doit les gravures d’une belle édition de l’Arioste. L’ouvrage de Barbuò Soncino est intitulé : Sommario delle Vite de’ duchi di Milano, così Visconti, come Sforzeschi, etc., col natural ritratto di ciascuno d’essi intagliato in rame, Venise, 1574, in-8°, et 1584, in-fol. Le duc de la Valliére en possédait un exemplaire, porté sur le catalogue imprimé de sa bibliothèque, n° 25 769, et qui se trouve aujourd’hui dans la Bibliothèque de l'Arsenal.